# 羅芳珪
羅芳珪（1907年12月20日—1937年8月），號建唐。湖南省衡山縣人。他為抗日戰爭期間陣亡的中國軍方高級將領之一。

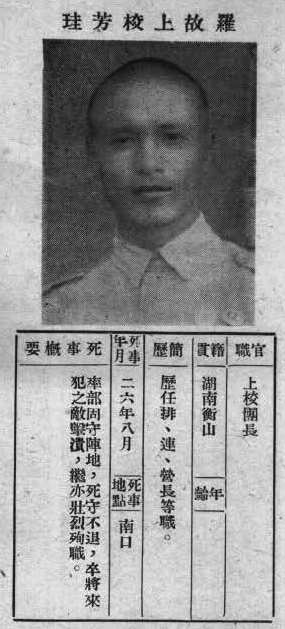
《抗戰軍人忠烈錄》（第一輯）中的羅芳珪烈士遺像

## 生平[1]
國民革命軍第13軍89師529團上校團長，在南口抗戰中率眾固守陣地，壯烈殉國。追贈陸軍少將。其墓2011年1月24日列為第九批湖南省省級文物保護單位。